# ビフィズス菌
ビフィズス菌とはグラム陽性の偏性嫌気性桿菌の一種で、放線菌綱Bifidobacteriales目Bifidobacterium属に属する細菌の総称。
本来は、本菌属の基準種でもあるビフィドバクテリウム・ビフィドゥム Bifidobacterium bifidum の旧称バチルス・ビフィドゥス Bacillus bifidus を、種形容語ビフィドゥス（ビフィズス）に略した呼称である。この種は、ビフィドバクテリウム属への変更により種形容語がビフィドゥム（ビフィダム）に変わったため、現在ではビフィダム菌と呼ばれるが、この種のみをビフィズス菌と呼ぶこともある。

## 概要
全ての動物の腸内に生息し、人間の腸管にはB. bifidum、B. breve、B. infantis (B. longum subsp. infantis に再分類)、B. longum、B. adolescentisの5種が棲息する。
特に母乳栄養児の糞便に多く存在する。正常な母乳栄養児の腸内細菌叢はビフィズス菌が極めて優勢である。腸内のビフィズス菌を旺盛にするために、母乳に含まれる乳糖やオリゴ糖などが有効である。
1899年、フランス・パスツール研究所のティシエによって乳児の糞便中より発見された。V字やY字に分岐した特徴的な形より、ラテン語で「二又の」を表すビフィドゥスbifidusという語が採用され、当初はバキルス・ビフィドゥスBacillus bifidusと呼ばれた。「ビフィズス」という名称はこのときの種形容語に由来する。1924年にはビフィドバクテリウム属Bifidobacterium（bifidusと「細菌」を意味するバクテーリウムbacteriumの合成語）が新設されBifidobacterium bifidum Orla-Jensen 1924 として再分類された。その後、本菌以外のビフィドバクテリウム属の細菌も同様にヒトの腸内細菌として、同様の役割を担っていることが明らかになり、ビフィドバクテリウム属に属する細菌の総称（= Bifidobacterium spp. あるいは bifidobacteia）としても、ビフィズス菌が用いられている。
ビフィズス菌は、糖を分解して乳酸、酢酸を作るヘテロ乳酸菌の仲間でもある。

## 菌種
米国ダノン社やデュポン社で行われているように、日本でも企業のマーケティング手法の一環として、特定の菌株にアルファベットと数字を組み合わせた名称を名付けて商標登録を行い、他社との差別化を図ろうとする試みがなされている。結果として、「ビフィドバクテリウム・アニマリス亜種ラクティス」ではなく、BB-12といった「アルファベットと数字」が流通に使用される傾向にある。
- B. actinocoloniiforme
- B. adolescentis - ヒトにも分布。
- B. aerophilum
- B. aesculapii
- B. angulatum - ヒトにも分布。
- B. animalis- ヒトだけでなく、ほとんどの哺乳動物の大腸に見られる菌種。
  - subsp. animalis
  - subsp. lactis-  牛の酸乳から単離。菌株GCL2505（BifiX）はグリコで機能性表示食品に利用されている。[2]。菌株HN019はデュポン社、菌株BB-12はクリスチャン・ハンセン社の商標[3]で、FK120とLKM512はBB-12と同一であると判明している。[4]
- B. aquikefiri
- B. asteroides - ミツバチの腸管から単離。高いO2耐性を持つ。
- B. avesanii
- B. biavatii
- B. bifidum - 1899年フランスのH.ティシエが発見した基準種。ヒトにも分布。
- B. bohemicum
- B. bombi
- B. boum - ウシのルーメンから単離。微好気性。
- B. breve - 1963年ドイツのG.ロイターが発見。細く短い形状である為、短いという意味に由来するブレーベと命名された。ヨーグルト等の発酵乳製品の製造に使用されている。[5]ヒトにも分布。
- B. callitrichos
- B. catenulatum - ヒトにも分布。
- B. choerinum
- B. commune
- B. coryneforme
- B. crudilactis - 生乳チーズから分離[6]
- B. cuniculi
- B. denticolens
- B. dentium - ヒトにも分布。
- B. eulemuris
- B. faecale
- B. gallicum - ヒトにも分布。
- B. gallinarum
- B. hapali
- B. indicum
- B. inopinatum
- B. kashiwanohense
- B. lemurum
- B. longum
  - subsp. longum  - ロンガム種、菌株BB536（ビフィドバクテリウム・ロンガムBB536）は森永乳業で特定保健用食品や機能性表示食品に利用されている[7]ヒトにも分布。
  - subsp. infantis - ヒトにも分布。
  - subsp. suis
- B. magnum
- B. merycicum
- B. minimum
- B. mongoliense - 2009年ヤクルト中央研究所がモンゴルの馬乳酒アイラグから発見したと発表。
- B. moukalabense
- B. myosotis
- B. parvulorum
- B. pseudocatenulatum - ヒトにも分布。
- B. pseudolongum
  - subsp. pseudolongum
  - subsp. globosum
- B. psychraerophilum
- B. pullorum
- B. ramosum
- B. reuteri
- B. ruminale
- B. ruminantium
- B. saeculare
- B. saguini
- B. scardovii - ヒトの血液から単離。
- B. simiae
- B. stellenboschense
- B. subtile
- B. thermacidophilum
  - subsp. thermacidophilum
  - subsp. porcinum
- B. thermophilum - ウシのルーメンから単離。
- B. tissieri
- B. tsurumiense

## 効果
ビフィズス菌は、乳糖やオリゴ糖などを分解して乳酸や酢酸を産生して腸内のpHを顕著に低下させ、善玉菌として腸内の環境を整えるほか、花粉症などアレルギー症状の緩和にも貢献していることが分かってきた。乳幼児に多いロタウイルスによる感染性腸炎の抑制をする可能性が報告されている。
ビフィズス菌は、パントテン酸（B5）をそのまま利用できずパンテチンを必要とし、また、リボフラビン（B2）を必要とするとされる。ビフィズス菌（B. infantis、B. breve、B. bifidum、B. longum及びB. adolescentisのすべて）で菌体内にビタミンB1、B2、B6、B12、C、ニコチン酸（B3）、葉酸（B9）及びビオチン（B7）を蓄積し、菌体外にはビタミンB6、B12及び葉酸を産生した。ヒト（成人）の腸内の平均量のビフィズス菌の推定ビタミン産生量はビタミンB2、B6、B12、Cおよび葉酸で所要量の14-38%を占め無視できない割合と考えられる。ただしビタミンB12だけについては、内因子と結びついたビタミンB12が吸収される回腸の部位からさらに遠位の大腸でビタミンB12が産生されているので、ヒトは大腸で作られたビタミンB12を十分に吸収することができない。

## ビフィズス菌の食品利用
伝統的な発酵食品の中にはビフィズス菌も混入している物もあるが、明示的な利用は1948年ドイツのマイヤーが製造した発酵乳が世界初である。
発酵乳食品には主にビフィダム種、ブレーベ種、ロンガム種、インファンティス種など、ヒトに分布していないものでは酸に強いラクティス種が多く用いられる。